# Wahlbezirk Süditalien
Der Wahlbezirk Süditalien (circoscrizione Italia meridionale) ist ein Wahlbezirk (circoscrizione elettorale) für die Wahl der Mitglieder des Europäischen Parlaments für Italien.
Er besteht seit 1979 und umfasst die folgenden Regionen:
- Abruzzen;
- Molise;
- Kampanien;
- Apulien;
- Basilikata;
- Kalabrien.

## Wahlergebnisse

### Wahl 1979
| Listen                   | Listen                                        | Stimmen   | %    | Mandate |
| ------------------------ | --------------------------------------------- | --------- | ---- | ------- |
|                          | Democrazia Cristiana                          | 3.058.717 | 41,8 | 7       |
|                          | Partito Comunista Italiano                    | 1.884.445 | 25,7 | 4       |
|                          | Partito Socialista Italiano                   | 761.875   | 10,4 | 2       |
|                          | Movimento Sociale Italiano – Destra Nazionale | 691.769   | 9,4  | 1       |
|                          | Partito Socialista Democratico Italiano       | 315.747   | 4,3  | 1       |
|                          | Partito Radicale                              | 208.072   | 2,8  | –       |
|                          | Partito Liberale Italiano                     | 107.627   | 1,5  | –       |
|                          | Partito Repubblicano Italiano                 | 106.098   | 1,4  | –       |
|                          | Partito di Unità Proletaria per il Comunismo  | 80.794    | 1,1  | –       |
|                          | Democrazia Proletaria                         | 48.415    | 0,7  | –       |
|                          | Costituente di Destra – Democrazia Nazionale  | 45.473    | 0,6  | –       |
|                          | Federalismo                                   | 15.226    | 0,2  | –       |
| Gesamt                   | Gesamt                                        | 7.324.258 | 100  | 15      |
|                          |                                               |           |      |         |
| Ungültige Stimmen        | Ungültige Stimmen                             | 209.119   | 2,8  |         |
| Wähler                   | Wähler                                        | 7.533.377 | 78,2 |         |
| Wahlberechtigte          | Wahlberechtigte                               | 9.633.148 |      |         |
|                          |                                               |           |      |         |
| Quelle: Innenministerium |                                               |           |      |         |

Vgl. Ungültige Stimmen: 253.164 statt 209.119.

### Wahl 1984
| Listen                   | Listen                                        | Stimmen    | %    | Mandate |
| ------------------------ | --------------------------------------------- | ---------- | ---- | ------- |
|                          | Democrazia Cristiana                          | 2.678.825  | 36,6 | 6       |
|                          | Partito Comunista Italiano                    | 2.216.710  | 30,2 | 5       |
|                          | Partito Socialista Italiano                   | 832.951    | 11,4 | 2       |
|                          | Movimento Sociale Italiano – Destra Nazionale | 756.804    | 10,3 | 2       |
|                          | Partito Socialista Democratico Italiano       | 309.355    | 4,2  | 1       |
|                          | PLI – PRI                                     | 222.381    | 3,0  | 1       |
|                          | Partito Radicale                              | 211.537    | 2,9  | 1       |
|                          | Democrazia Proletaria                         | 82.313     | 1,1  | –       |
|                          | Federalismo                                   | 10.664     | 0,1  | –       |
|                          | Liga Veneta                                   | 7.199      | 0,1  | –       |
| Gesamt                   | Gesamt                                        | 7.328.739  | 100  | 18      |
|                          |                                               |            |      |         |
| Ungültige Stimmen        | Ungültige Stimmen                             | 492.489    | 6,3  |         |
| Wähler                   | Wähler                                        | 7.821.228  | 74,2 |         |
| Wahlberechtigte          | Wahlberechtigte                               | 10.540.618 |      |         |
|                          |                                               |            |      |         |
| Quelle: Innenministerium |                                               |            |      |         |

### Wahl 1989
| Listen                   | Listen                                        | Stimmen    | %    | Mandate |
| ------------------------ | --------------------------------------------- | ---------- | ---- | ------- |
|                          | Democrazia Cristiana                          | 2.795.480  | 37,8 | 6       |
|                          | Partito Comunista Italiano                    | 1.804.184  | 24,4 | 4       |
|                          | Partito Socialista Italiano                   | 1.209.851  | 16,3 | 3       |
|                          | Movimento Sociale Italiano – Destra Nazionale | 502.834    | 6,8  | 1       |
|                          | PLI – PRI                                     | 304.958    | 4,1  | 1       |
|                          | Partito Socialista Democratico Italiano       | 262.562    | 3,5  | 1       |
|                          | Lista Verde                                   | 204.906    | 2,8  | –       |
|                          | Verdi Arcobaleno                              | 123.252    | 1,7  | –       |
|                          | Democrazia Proletaria                         | 92.391     | 1,2  | –       |
|                          | Lista Antiproibizionista                      | 84.751     | 1,1  | –       |
|                          | Federalismo                                   | 8.800      | 0,1  | –       |
|                          | Lega Lombarda                                 | 7.742      | 0,1  | –       |
| Gesamt                   | Gesamt                                        | 7.401.711  | 100  | 16      |
|                          |                                               |            |      |         |
| Ungültige Stimmen        | Ungültige Stimmen                             | 657.054    | 8,2  |         |
| Wähler                   | Wähler                                        | 8.058.765  | 73,6 |         |
| Wahlberechtigte          | Wahlberechtigte                               | 10.954.744 |      |         |
|                          |                                               |            |      |         |
| Quelle: Innenministerium |                                               |            |      |         |

### Wahl 1994
| Listen                   | Listen                                             | Stimmen    | %    | Mandate |
| ------------------------ | -------------------------------------------------- | ---------- | ---- | ------- |
|                          | Forza Italia                                       | 2.004.470  | 30,3 | 5       |
|                          | Alleanza Nazionale                                 | 1.271.320  | 19,2 | 3       |
|                          | Partito Democratico della Sinistra                 | 1.147.566  | 17,4 | 3       |
|                          | Partito Popolare Italiano                          | 783.194    | 11,9 | 2       |
|                          | Partito della Rifondazione Comunista               | 409.618    | 6,2  | 1       |
|                          | Partito Socialista Italiano – Alleanza Democratica | 201.969    | 3,1  | 1       |
|                          | Federazione dei Verdi                              | 191.432    | 2,9  | –       |
|                          | Patto Segni                                        | 179.211    | 2,7  | –       |
|                          | Lista Pannella – Riformatori                       | 115.047    | 1,7  | –       |
|                          | Lega d’Azione Meridionale                          | 77.643     | 1,2  | –       |
|                          | Partito Socialista Democratico Italiano            | 64.294     | 1,0  | 1       |
|                          | Partito Repubblicano Italiano                      | 59.496     | 0,9  | –       |
|                          | La Rete                                            | 53.049     | 0,8  | –       |
|                          | Lega Nord                                          | 27.960     | 0,4  | –       |
|                          | Lega Alpina Lumbarda                               | 10.545     | 0,2  | –       |
|                          | Federalismo                                        | 10.142     | 0,2  | –       |
| Gesamt                   | Gesamt                                             | 6.606.956  | 100  | 16      |
|                          |                                                    |            |      |         |
| Ungültige Stimmen        | Ungültige Stimmen                                  | 689.564    | 9,5  |         |
| Wähler                   | Wähler                                             | 7.296.520  | 62,6 |         |
| Wahlberechtigte          | Wahlberechtigte                                    | 11.659.441 |      |         |
|                          |                                                    |            |      |         |
| Quelle: Innenministerium |                                                    |            |      |         |

### Wahl 1999
| Listen                   | Listen                                                     | Stimmen    | %    | Mandate |
| ------------------------ | ---------------------------------------------------------- | ---------- | ---- | ------- |
|                          | Forza Italia                                               | 1.693.127  | 25,0 | 5       |
|                          | Democratici di Sinistra                                    | 1.005.090  | 14,8 | 3       |
|                          | Alleanza Nazionale – Patto Segni                           | 761.853    | 11,2 | 2       |
|                          | I Democratici                                              | 626.313    | 9,2  | 2       |
|                          | Partito Popolare Italiano                                  | 460.404    | 6,8  | 1       |
|                          | Lista Emma Bonino                                          | 316.016    | 4,7  | 1       |
|                          | Centro Cristiano Democratico                               | 289.207    | 4,3  | 1       |
|                          | Socialisti Democratici Italiani                            | 284.434    | 4,2  | 1       |
|                          | Partito della Rifondazione Comunista                       | 262.419    | 3,9  | 1       |
|                          | Udeur                                                      | 232.407    | 3,4  | 1       |
|                          | Cristiani Democratici Uniti                                | 174.490    | 2,6  | 1       |
|                          | Rinnovamento Italiano                                      | 139.566    | 2,1  | 1       |
|                          | Fiamma Tricolore                                           | 138.331    | 2,0  | 1       |
|                          | Partito dei Comunisti Italiani                             | 122.772    | 1,8  | –       |
|                          | Federazione dei Verdi                                      | 119.503    | 1,8  | –       |
|                          | Lega d’Azione Meridionale                                  | 65.110     | 1,0  | –       |
|                          | Partito Repubblicano Italiano – Liberali                   | 43.212     | 0,6  | –       |
|                          | Partito Pensionati                                         | 29.081     | 0,4  | –       |
|                          | Lega Nord                                                  | 13.226     | 0,2  | –       |
|                          | Lega delle Regioni – PSd’Az – Partito Consumatori Italiani | 7.684      | 0,1  | –       |
| Gesamt                   | Gesamt                                                     | 6.784.245  | 100  | 21      |
|                          |                                                            |            |      |         |
| Ungültige Stimmen        | Ungültige Stimmen                                          | 1.047.947  | 13,4 |         |
| Wähler                   | Wähler                                                     | 7.832.192  | 65,2 |         |
| Wahlberechtigte          | Wahlberechtigte                                            | 12.020.223 |      |         |
|                          |                                                            |            |      |         |
| Quelle: Innenministerium |                                                            |            |      |         |

### Wahl 2004
| Listen                   | Listen                                                | Stimmen    | %    | Mandate |
| ------------------------ | ----------------------------------------------------- | ---------- | ---- | ------- |
|                          | Uniti nell’Ulivo                                      | 2.132.042  | 29,7 | 5       |
|                          | Forza Italia                                          | 1.337.102  | 18,7 | 3       |
|                          | Alleanza Nazionale                                    | 1.028.481  | 14,3 | 3       |
|                          | Unione dei Democratici Cristiani                      | 570.537    | 8,0  | 1       |
|                          | Partito della Rifondazione Comunista                  | 436.725    | 6,1  | 1       |
|                          | Udeur                                                 | 267.383    | 3,7  | 1       |
|                          | Socialisti Uniti per l’Europa                         | 244.968    | 3,4  | 1       |
|                          | Federazione dei Verdi                                 | 199.820    | 2,8  | –       |
|                          | Lista Di Pietro – Occhetto                            | 197.068    | 2,7  | 1       |
|                          | Partito dei Comunisti Italiani                        | 145.981    | 2,0  | –       |
|                          | Lista Emma Bonino                                     | 103.750    | 1,4  | –       |
|                          | Alternativa Sociale                                   | 93.525     | 1,3  | –       |
|                          | Partito Repubblicano Italiano – I Liberal             | 92.894     | 1,3  | –       |
|                          | Fiamma Tricolore                                      | 85.122     | 1,2  | 1       |
|                          | Partito Pensionati                                    | 64.560     | 0,9  | –       |
|                          | Patto Segni-Scognamiglio                              | 41.432     | 0,6  | –       |
|                          | Verdi Verdi – Abolizione Scorporo – Verdi Federalisti | 37.715     | 0,5  | –       |
|                          | Paese Nuovo – Democrazia Cristiana                    | 31.120     | 0,4  | –       |
|                          | Movimento Idea Sociale                                | 26.149     | 0,4  | –       |
|                          | Lega Nord                                             | 21.765     | 0,3  | –       |
|                          | LpA-AL – Liga Fronte Veneto – PSd’Az – UfS            | 9.924      | 0,1  | –       |
| Gesamt                   | Gesamt                                                | 7.168.063  | 100  | 17      |
|                          |                                                       |            |      |         |
| Ungültige Stimmen        | Ungültige Stimmen                                     | 1.165.542  | 14,0 |         |
| Wähler                   | Wähler                                                | 8.333.605  | 68,1 |         |
| Wahlberechtigte          | Wahlberechtigte                                       | 12.239.941 |      |         |
|                          |                                                       |            |      |         |
| Quelle: Innenministerium |                                                       |            |      |         |

### Wahl 2009
| Listen                   | Listen                                                                | Stimmen    | %    | Mandate |
| ------------------------ | --------------------------------------------------------------------- | ---------- | ---- | ------- |
|                          | Il Popolo della Libertà                                               | 2.869.765  | 41,9 | 8       |
|                          | Partito Democratico                                                   | 1.575.928  | 23,0 | 4       |
|                          | Italia dei Valori                                                     | 688.368    | 10,0 | 2       |
|                          | Unione di Centro                                                      | 582.421    | 8,5  | 1       |
|                          | Sinistra e Libertà                                                    | 356.069    | 5,2  | –       |
|                          | Partito della Rifondazione Comunista – Partito dei Comunisti Italiani | 278.111    | 4,1  | –       |
|                          | La Destra – MPA – Pensionati – ADC                                    | 221.165    | 3,2  | –       |
|                          | Lista Bonino–Pannella                                                 | 111.250    | 1,6  | –       |
|                          | Fiamma Tricolore                                                      | 66.153     | 1,0  | –       |
|                          | Lega Nord                                                             | 39.521     | 0,6  | –       |
|                          | Liberaldemocratici – MAIE                                             | 32.903     | 0,5  | –       |
|                          | Forza Nuova                                                           | 29.178     | 0,4  | –       |
| Gesamt                   | Gesamt                                                                | 6.850.832  | 100  | 15      |
|                          |                                                                       |            |      |         |
| Ungültige Stimmen        | Ungültige Stimmen                                                     | 850.008    | 11,0 |         |
| Wähler                   | Wähler                                                                | 7.700.840  | 62,0 |         |
| Wahlberechtigte          | Wahlberechtigte                                                       | 12.427.432 |      |         |
|                          |                                                                       |            |      |         |
| Quelle: Innenministerium |                                                                       |            |      |         |

### Wahl 2014
| Listen                   | Listen                                | Stimmen    | %    | Mandate |
| ------------------------ | ------------------------------------- | ---------- | ---- | ------- |
|                          | Partito Democratico                   | 2.024.687  | 35,1 | 6       |
|                          | Movimento 5 Stelle                    | 1.388.908  | 24,0 | 5       |
|                          | Forza Italia                          | 1.281.891  | 22,2 | 4       |
|                          | Nuovo Centrodestra – Unione di Centro | 378.867    | 6,6  | 1       |
|                          | L’Altra Europa con Tsipras            | 240.017    | 4,2  | 1       |
|                          | Fratelli d’Italia                     | 239.630    | 4,1  | –       |
|                          | Scelta Europea                        | 63.044     | 1,1  | –       |
|                          | Italia dei Valori                     | 57.283     | 1,0  | –       |
|                          | Verdi Europei – Green Italia          | 45.162     | 0,8  | –       |
|                          | Lega Nord                             | 43.393     | 0,8  | –       |
|                          | Io Cambio – MAIE                      | 12.395     | 0,2  | –       |
| Gesamt                   | Gesamt                                | 5.775.277  | 100  | 17      |
|                          |                                       |            |      |         |
| Ungültige Stimmen        | Ungültige Stimmen                     | 471.465    | 7,5  |         |
| Wähler                   | Wähler                                | 6.246.742  | 49,9 |         |
| Wahlberechtigte          | Wahlberechtigte                       | 12.523.910 |      |         |
|                          |                                       |            |      |         |
| Quelle: Innenministerium |                                       |            |      |         |

### Wahl 2019
| Listen                   | Listen                                          | Stimmen    | %    | Mandate |
| ------------------------ | ----------------------------------------------- | ---------- | ---- | ------- |
|                          | Movimento 5 Stelle                              | 1.603.392  | 29,1 | 6       |
|                          | Lega per Salvini Premier                        | 1.291.546  | 23,5 | 5       |
|                          | Partito Democratico – Siamo Europei             | 984.619    | 17,9 | 4       |
|                          | Forza Italia                                    | 674.489    | 12,2 | 2       |
|                          | Fratelli d’Italia                               | 414.767    | 7,5  | 1       |
|                          | +Europa – Italia in Comune – PDE Italia         | 173.591    | 3,2  | –       |
|                          | La Sinistra                                     | 111.821    | 2,0  | –       |
|                          | Europa Verde                                    | 94.379     | 1,7  | –       |
|                          | Partito Comunista                               | 44.736     | 0,8  | –       |
|                          | Partito Animalista Italiano                     | 32.985     | 0,6  | –       |
|                          | Popolari per l’Italia                           | 26.072     | 0,5  | –       |
|                          | Il Popolo della Famiglia – Alternativa Popolare | 21.355     | 0,4  | –       |
|                          | CasaPound – Destre Unite                        | 14.746     | 0,3  | –       |
|                          | Partito Pirata                                  | 9.429      | 0,2  | –       |
|                          | Forza Nuova                                     | 8.400      | 0,2  | –       |
| Gesamt                   | Gesamt                                          | 5.506.327  | 100  | 18      |
|                          |                                                 |            |      |         |
| Ungültige Stimmen        | Ungültige Stimmen                               | 312.649    | 5,4  |         |
| Wähler                   | Wähler                                          | 5.818.976  | 46,5 |         |
| Wahlberechtigte          | Wahlberechtigte                                 | 12.524.193 |      |         |
|                          |                                                 |            |      |         |
| Quelle: Innenministerium |                                                 |            |      |         |

| Listen                              | Listen                   | Kandidaten          | Stimmen |
| ----------------------------------- | ------------------------ | ------------------- | ------- |
|                                     | Movimento 5 Stelle       | Chiara Maria Gemma  | 86.457  |
| Laura Ferrara                       | Movimento 5 Stelle       | 78.274              |         |
| Piernicola Pedicini                 | Movimento 5 Stelle       | 58.904              |         |
| Rosa D’Amato                        | Movimento 5 Stelle       | 38.626              |         |
| Isabella Adinolfi                   | Movimento 5 Stelle       | 37.855              |         |
| Mario Furore                        | Movimento 5 Stelle       | 32.055              |         |
|                                     | Lega per Salvini Premier | ⭯ Matteo Salvini    | 357.489 |
| Massimo Casanova                    | Lega per Salvini Premier | 65.262              |         |
| Andrea Caroppo                      | Lega per Salvini Premier | 50.690              |         |
| Lucia Vuolo                         | Lega per Salvini Premier | 41.748              |         |
| Valentino Grant                     | Lega per Salvini Premier | 37.007              |         |
| Vincenzo Sofo                       | Lega per Salvini Premier | 32.095              |         |
|                                     | Partito Democratico      | Franco Roberti      | 149.564 |
| Giuseppe Ferrandino                 | Partito Democratico      | 83.321              |         |
| Andrea Cozzolino                    | Partito Democratico      | 81.332              |         |
| Pina Picierno                       | Partito Democratico      | 79.289              |         |
|                                     | Forza Italia             | a Silvio Berlusconi | 187.890 |
| Aldo Patriciello                    | Forza Italia             | 83.576              |         |
| Fulvio Martusciello                 | Forza Italia             | 47.548              |         |
|                                     | Fratelli d’Italia        | ⭯ Giorgia Meloni    | 128.653 |
| Raffaele Fitto                      | Fratelli d’Italia        | 87.786              |         |
|                                     |                          |                     |         |
| ⭯ : Verzicht auf den Sitz           |                          |                     |         |
| Option a: Nordwestitalien           |                          |                     |         |
|                                     |                          |                     |         |
| Quelle: Corte suprema di cassazione |                          |                     |         |

### Wahl 2024
| Listen                   | Listen                                     | Stimmen    | %    | Mandate |
| ------------------------ | ------------------------------------------ | ---------- | ---- | ------- |
|                          | Partito Democratico                        | 1.182.695  | 24,3 | 5       |
|                          | Fratelli d’Italia                          | 1.146.069  | 23,6 | 5       |
|                          | Movimento 5 Stelle                         | 816.824    | 16,8 | 4       |
|                          | Forza Italia – Noi Moderati                | 521.317    | 10,7 | 2       |
|                          | Lega per Salvini Premier                   | 332.274    | 6,8  | 1       |
|                          | Alleanza Verdi e Sinistra                  | 276.906    | 5,7  | 1       |
|                          | Stati Uniti d’Europa                       | 239.114    | 4,9  | –       |
|                          | Azione – Siamo Europei                     | 161.224    | 3,3  | –       |
|                          | Pace Terra Dignità                         | 90.654     | 1,9  | –       |
|                          | Libertà                                    | 45.151     | 0,9  | –       |
|                          | Partito Animalista – Italexit per l’Italia | 29.525     | 0,6  | –       |
|                          | Alternativa Popolare                       | 17.584     | 0,4  | –       |
| Gesamt                   | Gesamt                                     | 4.859.337  | 100  | 18      |
|                          |                                            |            |      |         |
| Ungültige Stimmen        | Ungültige Stimmen                          | 376.006    | 7,2  |         |
| Wähler                   | Wähler                                     | 5.235.343  | 42,1 |         |
| Wahlberechtigte          | Wahlberechtigte                            | 12.437.444 |      |         |
|                          |                                            |            |      |         |
| Quelle: Innenministerium |                                            |            |      |         |

| Listen                               | Listen                    | Kandidaten         | Stimmen |
| ------------------------------------ | ------------------------- | ------------------ | ------- |
|                                      | Partito Democratico       | Antonio Decaro     | 499.661 |
| Lucia Annunziata                     | Partito Democratico       | 244.174            |         |
| Raffaele Topo                        | Partito Democratico       | 127.788            |         |
| Pina Picierno                        | Partito Democratico       | 122.623            |         |
| Sandro Ruotolo                       | Partito Democratico       | 113.732            |         |
|                                      | Fratelli d’Italia         | ⭯ Giorgia Meloni   | 555.720 |
| Alberico Gambino                     | Fratelli d’Italia         | 92.441             |         |
| Francesco Ventola                    | Fratelli d’Italia         | 89.097             |         |
| Denis Nesci                          | Fratelli d’Italia         | 74.794             |         |
| Michele Picaro                       | Fratelli d’Italia         | 55.264             |         |
| Chiara Maria Gemma                   | Fratelli d’Italia         | 46.849             |         |
|                                      | Movimento 5 Stelle        | Pasquale Tridico   | 119.071 |
| Valentina Palmisano                  | Movimento 5 Stelle        | 43.807             |         |
| Mario Furore                         | Movimento 5 Stelle        | 38.358             |         |
| Danilo Della Valle                   | Movimento 5 Stelle        | 29.659             |         |
|                                      | Forza Italia              | ⭯ Antonio Tajani   | 146.939 |
| Fulvio Martusciello                  | Forza Italia              | 97.861             |         |
| Giuseppina Princi                    | Forza Italia              | 86.382             |         |
|                                      | Lega per Salvini Premier  | a Roberto Vannacci | 73.424  |
| Aldo Patriciello                     | Lega per Salvini Premier  | 71.556             |         |
|                                      | Alleanza Verdi e Sinistra | Domenico Lucano    | 77.633  |
|                                      |                           |                    |         |
| ⭯ : Verzicht auf den Sitz            |                           |                    |         |
| Option a: Wahlbezirk Nordwestitalien |                           |                    |         |
|                                      |                           |                    |         |
| Quelle: Corte suprema di cassazione  |                           |                    |         |